# طهران (محافظة)
محافظة طهران (بالفارسية: استان تهران) أكبر المحافظات سكاناً وأهم مراكز الاقتصاد وبها مدينة طهران عاصمة إيران، مساحتها حوالي 18,814 كيلومتر مربع وتقع بين درجتي عرض 34 و 36.5 شمالي ودرجتي طول 50 و 53 شرقي. يحدها من جهة الشمال محافظة مازندران ومن جهة الجنوب محافظة قم ومن الجنوب الغربي محافظة مركزي ومن جهة الشرق محافظة سمنان ومن جهة الغرب محافظة ألبرز تضم محافظة طهران ثلاثة عشر مركزاً وأربعة وأربعون بلدية وثمانية وسبعون قرية ويبلغ عدد سكان المحافظة أكثر من 13 مليون نسمة.

المراكز السكانية الرئيسية في هذه المحافظة بالإضافة إلى طهران العاصمة الإيرانية هي ري وشميرانات وإسلام شهر.
أصبحت طهران عاصمة إيران في عهد محمد خان القاجاري عام 1778 ميلادي وبقيت كذلك حتى اليوم.

## مراكز محافظة طهران
تضم محافظة طهران الآن ست عشرة مدينة، وهي:

- مدینة إسلام شهر
- مدینة بهارستان
- مدینة باكدشت
- مدینة بردیس
- مدینة بیشوا
- مدینة طهران
- مدینة دماوند
- مدینة رباط كريم
- مدینة ري
- مدینة شميرانات
- مدینة شهريار
- مدینة قدس
- مدینة قرچک
- مدینة فيروز كوه
- مدینة ملارد
- مدینة ورامين

| القضاء | القضاء         | القضاء         | القضاء      | القضاء    | مرکز القضاء | مرکز القضاء               | مرکز القضاء                                |
| #      | اسم القضاء     | عدد السکان     | عدد النواحي | عدد المدن | مرکز القضاء | عدد السکان فی مرکز القضاء | عدد السکان في مرکز القضاء علی مستوی القضاء |
| ------ | -------------- | -------------- | ----------- | --------- | ----------- | ------------------------- | ------------------------------------------ |
| 1      | إسلام شهر      | 548٬620 نسمة   | 3 نواحي     | 3 مدینة   | إسلام شهر   | 448٬129 نسمة              | 81٫68٪                                     |
| 2      | قضاءبهارستان   | 523٬636 نسمة   | 2 ناحیة     | 3 مدینة   | جلستان      | 259٬480 نسمة              | 49٫55٪                                     |
| 3      | قضاء باكدشت    | 750٬966 نسمة   | 2 ناحیة     | 2 مدینة   | باكدشت      | 706٬490 نسمة              | 90٫07٪                                     |
| 4      | قضاء بردیس     | 269٬060 نسمة   | 2 ناحیة     | 2 مدینة   | بردیس       | 73٬363 نسمة               | 27٫27٪                                     |
| 5      | قضاء بیشوا     | 75٬750 نسمة    | 2 ناحیة     | 1 مدینة   | پیشوا       | 59٬184 نسمة               | 78٫13٪                                     |
| 6      | قضاء طهران     | 8٬737٬510 نسمة | 3 ناحیة     | 1 مدینة   | طهران       | 8٬693٬706 نسمة            | 99٫50٪                                     |
| 7      | قضاء دماوند    | 125٬480 نسمة   | 2 ناحیة     | 5 مدینة   | دماوند      | 48٬380 نسمة               | 38٫56٪                                     |
| 8      | قضاء رباط‌ کریم | 195٬917 نسمة   | 1 ناحیة     | 3 مدینة   | رباط کریم   | 78٬097 نسمة               | 39٫86٪                                     |
| 9      | قضاء ري        | 349٬700 نسمة   | 5 ناحیة     | 4 مدینة   | شهر ري      | 297٬711 نسمة              | 79٫99٪                                     |
| 10     | قضاء شمیرانات  | 47٬279 نسمة    | 2 ناحیة     | 4 مدینة   | شمیران      | 37٬778 نسمة               | 79٫90٪                                     |
| 11     | قضاء شهریار    | 744٬210 نسمة   | 1 ناحیة     | 7 مدينة   | شهریار      | 249٬473 نسمة              | 33٫52٪                                     |
| 12     | قضاء قدس       | 663٫290 نسمة   | 1 ناحیة     | 1 مدینة   | مدينة قدس   | 397٬153 نسمة              | 59٫88٪                                     |
| 13     | قضاء قرجک      | 300٬000 نسمة   | 1 ناحیة     | 1 مدينة   | قرچک        | 269٬138 نسمة              | 89٫71٪                                     |
| 14     | قضاء فیروزکوه  | 33٬558 نسمة    | 2 ناحیة     | 2 مدینة   | فیروزکوه    | 17٬453 نسمة               | 52٫01٪                                     |
| 15     | قضاء ملارد     | 377٬292 نسمة   | 1 ناحیة     | 2 مدینة   | ملارد       | 281٬027 نسمة              | 74٫49٪                                     |
| 16     | قضاء ورامین    | 468٬349 نسمة   | 2 ناحیة     | 2 مدینة   | ورامین      | 218٬991 نسمة              | 46٫76٪                                     |

تمثل محافظة طهران، التي يبلغ عدد سكانها أكثر من 13 مليون نسمة، 17.5 في المائة من إجمالي سكان البلاد.

## جغرافية محافظة طهران

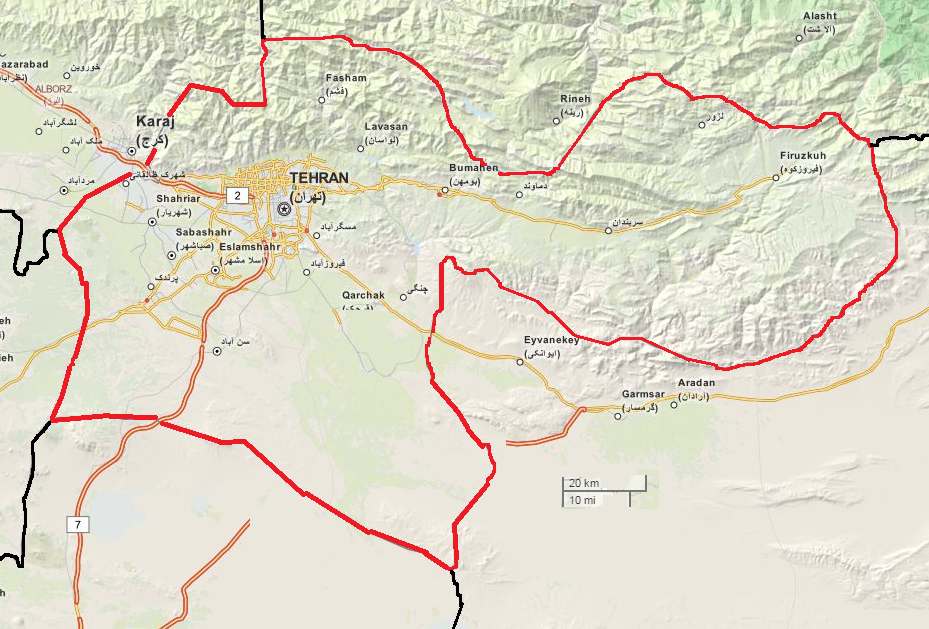
خريطة محافظة طهران

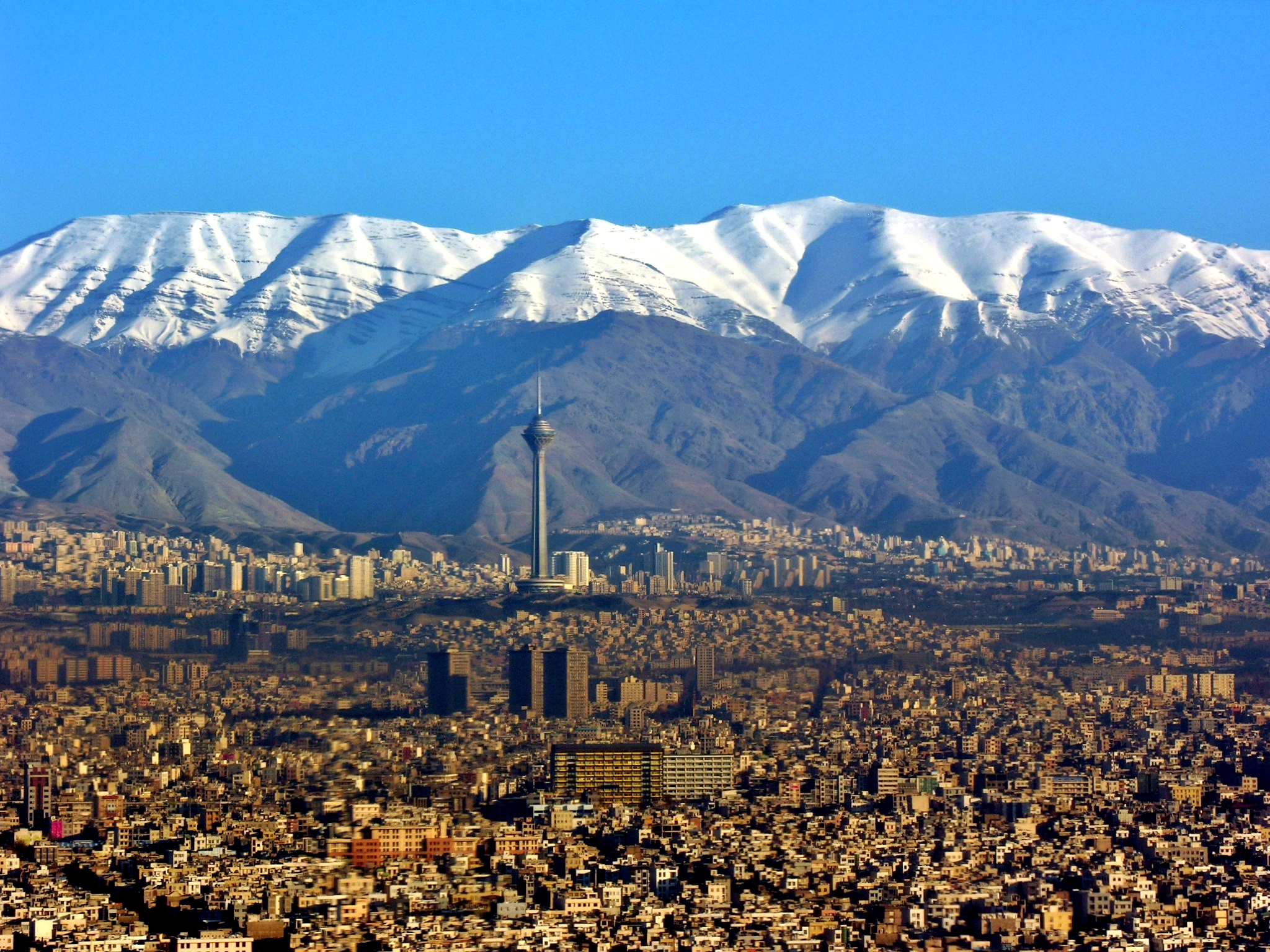
منظر لطهران وجبال البرز

### حالة الأرض
تقع محافظة طهران في المنحدر الجنوبي لجبل البرز المركزي. تنقسم الأرض في هذه المحافظة إلى ثلاث فئات:
1. سلسلة جبال البرز شمال طهران
2. الأجزاء الوسطى وسفوح البرز الجنوبية
3. سهول محافظة طهران

### 1. سلسلة جبال البرز
القسم الشمالي
تنقسم سلسلة جبال ألبرز إلى 3 أجزاء شرقية ووسطية وغربية. تقع محافظة طهران في الجزء الأوسط من هذه السلسلة الجبلية. ينقسم الجزء المركزي من سلسلة جبال البرز إلى 3 أجزاء: الشمال والوسط والجنوب. يقع جزء محدود من هذه المرتفعات في محافظة طهران والباقي في محافظة مازندران.
القسم الأوسط
تشكل هذه المرتفعات الشمالية الحد الشمالي لمحافظة طهران. إلى الشمال الغربي توجد جبال محافظة البرز، وإلى الشمال الشرقي مرتفعات فيروزكوه.
القسم الجنوبي
القسم الثالث هو وسط البرز، الذي تم قطعه من قبل نهري کرج و جاجرود. الجبال المهمة في هذه المنطقة تشمل لواسانات وشميرانات.

### 2. القسم المرکزي
الأجزاء المركزية والتلال الجنوبية لألبرز، التي تكون أراضيها مناسبة للزراعة بسبب منحدراتها الرقيقة وتربتها الغرينية.

### 3. السهول
تنحدر سهول محافظة طهران بلطف من الشمال الغربي إلى الجنوب الشرقي. نظرًا لسلاستها ، توفر هذه السهول ظروفًا جيدة للأنشطة البشرية مثل الزراعة وبناء المصانع.

## الطقس
هناك ثلاثة عوامل تؤثر على مناخ محافظة طهران:
سلسلة جبال البرز شمال طهران
تهب الرياح الغربية
سهل صحراوي جنوب المحافظة

## الغطاء النباتي لمحافظة طهران
الغابات الطبيعية: تتناثر هذه الغابات في مناطق مختلفة من المحافظة، في المنحدرات الجنوبية من ألبرز، في مرتفعات طهران، يمكن رؤية أنواع نباتية مثل اللوز والفستق والتين والبرباريس.
الغابات المزروعة يدويًا: في السنوات الأخيرة، تم إنشاء مساحات وحدائق حرجية جديدة في محافظة طهران. أكبرها حديقة تشيتغر في غرب المقاطعة وحديقة غابات لويزان في الشمال الشرقي. هناك العديد من حدائق الغابات الأخرى في المقاطعة، بما في ذلك سوهانک و وردآورد و سرخ حصار و توسکا. والأشجار في هذه الحدائق هي الصنوبر والأكاسيا والتنوب.

## المراعي
في الجزء الشمالي من المقاطعة، توفر أكثر من 300 مم من الأمطار سنويًا، ودرجة حرارة كافية، وتربة مواتية وخصائص طبوغرافية خاصة توفر نباتات مناسبة لمراعي الربيع والصيف في الجبال والسهول لمربي الماشية المحليين والبدو. الأنواع النباتية الرئيسية في هذه المناطق هي الكزبرة والكركم والحميض وعرق السوس والشبت والأستراغالوس والزعتر والطحلب والخرشوف.

## الحدائق

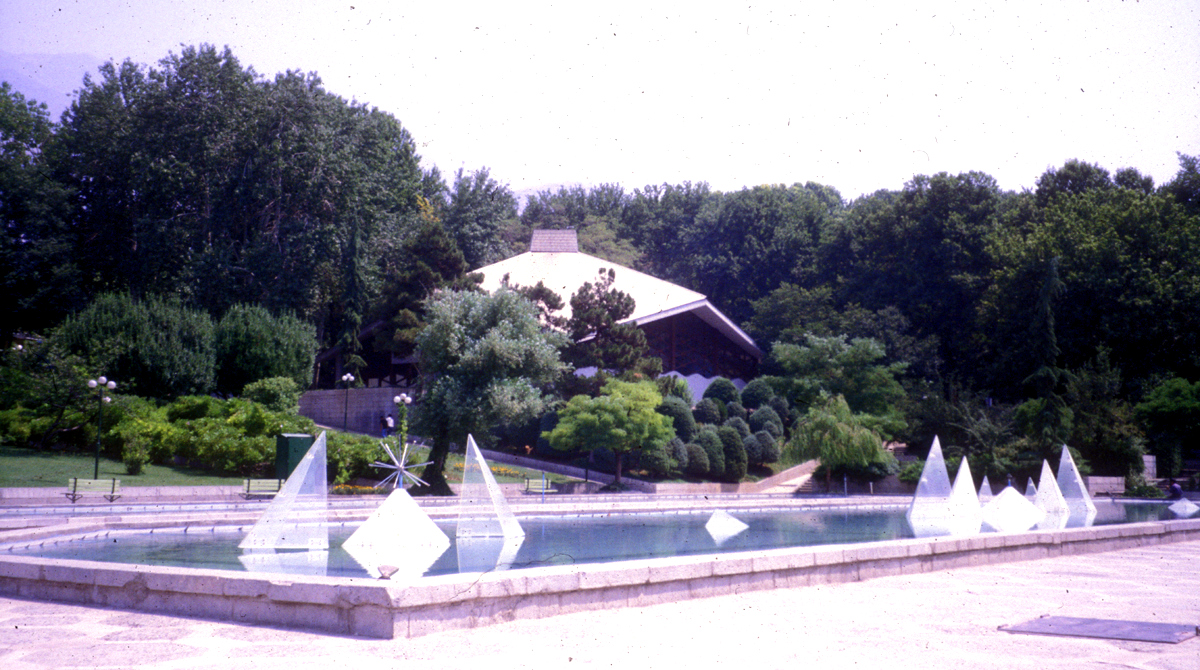
حديقة نياوران

يوجد في محافظة طهران عدة حدائق ، بعضها مسمى:
- حديقة دربند
- حديقة شيتغر
- حديقة ملت
- حديقة لاله
- حديقة جمشيدية
- حديقة نياوران
- حديقة الساعي
- حديقة الشطرنج
- حديقة الشرطة
- طریق «دارأباد» للمشي لمسافات طويلة
- طریق «دركة» للتنزه
- حديقة «جهان كودك»
- مجمع «آزادي» الرياضي
- مجمع «انقلاب» الرياضي وملعب الجولف

## فصل مدينة الكرج وتشكيل محافظة البرز
في اجتماع مجلس الوزراء المنعقد بتاريخ 3 فبراير 2010 ، تمت الموافقة على مشروع قانون إنشاء محافظة البرز (مرکزها كرج) وإرساله إلى مجلس الشورى الإسلامي. تم فصل کرج و ساوجبلاغ(المتمركزة في هشتجرد) ومدينة نزار آباد (مركزها نزار آباد) عن مقاطعة طهران.